# 吴建国 (1961年)
吴建国（1961年9月—），男，安徽无为人，中华人民共和国政治人物。

## 生平
吴建国毕业于安徽农学院。1983年，供职于巢湖行署。1990年6月，加入中国共产党。1995年10月，担任巢湖行署办公室副主任。1999年10月，任巢湖行署副秘书长兼办公室主任、党组副书记。2000年1月，担任巢湖市人民政府副秘书长，市政府办主任、党组副书记。2002年8月，担任巢湖市人民政府副秘书长，市政府办主任、党组副书记。2005年2月，任中共含山县委副书记、代县长。4月，担任县长。2006年，改任中共含山县委书记、县人大常委会主任。2010年，任巢湖市副市长，中共含山县委书记、县人大常委会主任。2011年，担任合肥市人民政府副市长。2014年10月，任安徽省林业厅副厅长。